# Yokan (canção)
"Yokan" (予感) é um single da banda japonesa de rock Dir en grey, lançado em 14 de julho de 1999 pela East West Japan. Foi usado como música tema do dorama Joi: Nothing Lasts Forever.
O single foi produzido por Yoshiki, líder da banda X Japan, e a canção foi composta pelo guitarrista Die com a letra escrita pelo vocalista Kyo. "Yokan" foi incluída no álbum de compilação Vestige of Scratches de 2018, que teve suas faixas escolhidas pelos fãs por votação.

## Recepção
Alcançou a sexta posição na Oricon Albums Chart e ficou na parada por cinco semanas.
O website CD Journal contou que a letra possui expressões figurativas, que no entanto "transmitem de forma direta a dor ao ouvinte". Elogiando a melodia, contou que ela "transcende a categoria de visual kei". Sputnikmusic mencionou que "Yokan" se diferencia das outras em seu álbum, Gauze, tornando-a um "clássico do j-rock".

## Faixas
Todas as letras escritas por Kyo. 
| N.º            | Título                                | Música         | Duração |  |
| 1.             | "Yokan" (予感)                        | Die            | 4:39    |  |
| 2.             | "Cage * Mix" (remix por Chris Vrenna) | Kaoru          | 5:23    |  |
| Duração total: | Duração total:                        | Duração total: | 10:02   |  |

## Ficha técnica
- Kyo (京) – vocais, letras
- Kaoru (薫) – guitarra
- Die – guitarra, composição
- Toshiya – baixo
- Shinya – bateria
- Yoshiki – produção